# Tiefburg Vörstetten
Die Burg Vörstetten ist eine abgegangene Tiefburg auf der Gemarkung der Gemeinde Vörstetten im Landkreis Emmendingen in Baden-Württemberg.

## Geschichte
Entstehungszeit und Besitzverhältnisse der Rundburg sind unklar. Gefundene Scherben weisen auf eine Errichtung im 13. oder 14. Jahrhundert hin, allerdings lässt die traditionelle Bauweise der Motte auch einen Ursprung im 12. Jahrhundert nicht unwahrscheinlich erscheinen. Damit kämen die Herren von Vörstetten als Erbauer in Frage, die von 1111 bis 1179 nachgewiesen sind und die Ministerialen der Zähringer waren, oder gar die Zähringer selbst. Als Besitzer der Tiefburg bis ins 16. Jahrhundert werden die Herren von Falkenstein in Betracht gezogen, die – einst ebenfalls Ministerialen der Zähringer – mit Gericht, Zwing und Bann in Vörstetten ausgestattet waren und deren Vögte ab 1374 belegt sind, gefolgt von den Markgrafen von Baden-Hachberg ab 1405. Im Jahre 1758 sollen noch substantielle Reste der Burg sichtbar gewesen sein.

## Beschreibung
Die Burgstelle liegt im Gewann „Viehweide“ direkt am Mühlbach und hat einen Durchmesser von rund 65 Metern. Der Burghügel, dessen Durchmesser knapp 20 Meter betrug, war von zwei breiten, konzentrischen Gräben umgeben, welche durch einen schmalen Wall voneinander getrennt waren. Darüber hinaus war der äußere Graben durch einen weiteren, mächtigen Wall umfasst. Die Gräben wurden vermutlich vom Bach gespeist, die feuchte Niederung bot zusätzlichen Schutz. Das Burggebäude selbst, wohl ein Wohnturm mit einer Seitenlänge von etwa 10 Metern, war ursprünglich wahrscheinlich in Holzbauweise errichtet worden, wurde im Verlauf des Mittelalters dann jedoch durch einen Steinbau ersetzt, worauf jedenfalls die im Jahre 1758 noch vorhandenen Reste hindeuten.
Heute ist die Burgstelle, die auf der ortsabgewandten Seite des Mühlbachs lag, durch landwirtschaftliche Nutzung weitgehend eingeebnet, nur der ehemalige Burghügel hebt sich noch immer geringfügig aus dem ebenen Umgelände ab. Deutlicher zu erkennen ist sie aus der Luft, weswegen es nicht verwundert, dass die Burgstelle mithilfe eines im Landesdenkmalamt (Außenstelle Freiburg, Bodendenkmalpflege) inventarisierten Luftbilds aus dem Jahre 1967 nachgewiesen wurde (Luftbildarchäologie). Der Existenz der Burg tragen heute der nahe Tiefburgweg sowie der 2004 gegründete Fasnetsverein Tiefburgdrachen Rechnung.